# جک مولهرن
جک مولهرن (انگلیسی: Jack Mulhern; ۱۸ ژوئیهٔ ۱۹۲۷ – ۱۹ سپتامبر ۲۰۰۷) ورزشکار هاکی روی یخ اهل ایالات متحده آمریکا بود.
وی در مسابقات کشوری و بین‌المللی در مجموع برندهٔ ۱ مدال نقره شده‌است.